# 村上知子 (作家)
村上 知子（むらかみ ともこ、1963年〈昭和38年〉 - ）は、日本の作家、歌人。父は同じく作家の眉村卓。

## 経歴
大阪府大阪市住吉区で誕生する。マスコミ関係の仕事を希望して、東京都の大学を志願。父の眉村も、大阪在住の身では作家として損をしていると感じ、それに同意する。
立教大学へ進学後、作家である眉村を父として育ったことから、自らも小説を書き始める。大学を卒業後に、映画プロデューサーの山本又一朗との出会いがきっかけで、映画『あいつに恋して』などの製作に携わる。
2004年（平成16年）、歌文集『上海独酌』を刊行する。眉村は「娘の作品は活字になってから読む」と暗黙のルールを交わしていたが、当時は彼は病床であり、読むだけの体力はなかった。しかし眉村の遺した日記には、この歌文集について「自分にはない才能があるようで安心した」と書かれていた。
2020年（令和2年）、初の小説『余花』を鳥影社より刊行する。上京後の20歳代の頃から、新宿ゴールデン街などで店を切り盛りする女性が姿に惹かれていたことから、街外れで小さな居酒屋を営む女性を主人公とした物語である。

## 父の作家業への貢献
母の没後、眉村が妻のために書いたショートショート集『僕と妻の1778話』発行時には、「両親の1778日」の題で解説を寄せる。眉村は文章の書き方自体を教えたことはなく、「うまく書こうというより、正確さを心がけよ」と言ったのみというが、内容について「『やられたな』と思った」と語っている。このショートショートが『僕と妻の1778の物語』として映画化される際には、映画会社との交渉や連絡、段取りなどの秘書業務を担当する。
眉村の遺作『その果てを知らず』にあたっては、終盤は眉村が入退院を繰り返していたため、口述筆記や、パソコンでの清書などで、執筆を支える。眉村の没後の翌2020年（令和2年）、眉村が第40回日本SF大賞の功績賞を受賞し、故人である父に代わって受賞の言葉を述べる。
未婚であり、子供もいないが（2020年12月時点）、眉村の作家業への貢献について「夫や子供がいたら、ここまでできなかったんじゃないかなとも思います」と語っている。

## 著作
- 『上海独酌』KADOKAWA、2004年4月。ISBN 978-4-404-03189-1。
- 『余花』鳥影社、2020年5月。ISBN 978-4-86265-811-1。